# William Tyssen-Amherst, 1:e baron Amherst av Hackney
William Tyssen-Amherst, 1:e baron Amherst av Hackney, född 25 april 1835, död 16 januari 1909, var en engelsk antikvitetssamlare.
Tyssen-Amherst var medlem av parlamentet 1880–1892, och är berömd för sina storartade samlingar av bland annat gamla böcker och handskrifter. Tyssen-Amhers förvärvade under sina vidsträckta resor i Egypten en betydande och högst värdefull samling av grekiska och egyptiska papyrer. Samlingen som kallas "Amherst-papyri" förtecknades och katalogiserades och utgavs i två delar, den egyptiska delen utgavs av P. E. Newberry och W. E. Crum 1900. Den grekiska delen utgavs av B. P. Grenfell och A. S. Hunt och i två band 1900–1901. Tyssen-Amherst uppträdde även som författare och översättare.